# Anna Góra-Klauzińska
Anna Góra-Klauzińska (ur. 5 września 1979 w Kielcach) – polska artystka fotograf. Członkini założycielka Stowarzyszenia Fotograficznego „CKfoto” w Kielach.

## Życiorys
Anna Góra-Klauzińska mieszka i pracuje w Kielcach, fotografuje od 1998 roku. W 2009 roku była współzałożycielką kieleckiego Stowarzyszenia Fotograficznego „CKfoto” – późniejszego (od 2011 roku) członka zbiorowego Fotoklubu Rzeczypospolitej Polskiej oraz późniejszej (od 2014 roku) Delegatury Fotoklubu RP. Anna Góra-Klauzińska jest autorką i współautorką wielu wystaw fotograficznych; indywidualnych i zbiorowych. Fotografuje w zdecydowanej większości – architekturę i detal, uprawia fotografię portretową oraz fotografię panoramiczną. Jest współautorką zdjęć do wielu albumów i wydawnictw regionalnych.
W 2010 roku Anna Góra-Klauzińska została przyjęta w poczet członków Fotoklubu Rzeczypospolitej Polskiej Stowarzyszenia Twórców (legitymacja nr 277). W działalności Fotoklubu RP uczestniczyła do 2021. Jej prace zaprezentowano w Almanachu (1995–2017), wydanym przez Fotoklub Rzeczypospolitej Polskiej Stowarzyszenie Twórców.
Anna Góra-Klauzińska jest współautorką książki „Cyfrowa fotografia panoramiczna”, wydanej przez wydawnictwo Helion S.A. w 2011 roku.

## Odznaczenia
- Srebrny Medal „Za Zasługi dla Rozwoju Twórczości Fotograficznej”[20]

## Wybrane wystawy
- „Jaskinie”[21]
- „Horror”[22]
- „Zbliżenia”
- „Fotomaraton – przez fotografię do nowego domu”[23]
- „BW2”[24]
- „Janów 2011”
- „Wojownicy Świętokrzyscy”
- „Echo wczoraj i dziś”
- „Po drugiej stronie – wystawa powarsztatowa z Aresztu Śledczego w Kielcach”[25]
- „Świętokrzyskie panoramicznie”
- „Impresje”, „Kielce Panoramicznie I”
- „Kielce Panoramicznie II”[26]
- „Jabłko”, „CK RETRO”
- „Klasztory”, „Retrospekcje”
- „Fotografia, grafika”
- „Naszym Okiem”
- „Kielce Nocą”
- „Fotografia”
- „Krąg” (malarstwo, grafika)

Źródło